# 戴维·L·兰伯特
戴维·L·兰伯特（英語：David L. Lambert，1939年—），英国-美国天文学家，研究领域为恒星大气，恒星的化学组成和宇宙的化学演化。
兰伯特是国际天文学联盟的会员。

## 奖项
- 1987年：丹尼·海涅曼天体物理学奖
- 2007年：亨利·诺里斯·罗素讲座